# Joseph de Decker
Joseph-Pierre de Decker of Jozef-Pieter De Decker (Zele, 31 december 1793 – Hoboken, 25 juli 1857) was lid van het Belgisch Nationaal Congres.

## Levensloop
De Decker behoorde tot een notabele familie van Zele. Hij was de oudste en werd op het ogenblik van de Belgische Revolutie burgemeester van Zele. 
Een van zijn broers, Pierre De Decker (1812-1891), nam zijn opvolging in de politiek en doorliep een lange carrière als parlementslid. Van 1855 tot 1857 was hij eerste minister en minister van Binnenlandse Zaken. Een andere broer was Benoît De Decker (1803-1874), die priester werd en vanaf 1833 kanunnik Petrus Jozef Triest bijstond en weldra opvolgde als geestelijke bestuurder van de Broeders van Liefde, de Zusters van Liefde en de andere congregaties die Triest had gesticht.
In 1830 werd Joseph De Decker verkozen tot lid van het Nationaal Congres voor het arrondissement Dendermonde. Hij situeerde zich bij de gematigde katholieken. Hij nam slechts eenmaal het woord tijdens de openbare zittingen en dat was om maatregelen te eisen opdat men voorgoed van de Nassaus zou bevrijd zijn. Hij stemde steeds met de meerderheid: voor de onafhankelijkheidsverklaring, voor de eeuwigdurende uitsluiting van de Nassaus, voor de hertog van Nemours, voor het regentschap van Surlet de Chokier. Daarna stemde hij nog voor Leopold van Saksen-Coburg en voor de aanvaarding van het Verdrag der XVIII artikelen.
Na volbrachte opdracht in het Congres, keerde De Decker naar Zele terug, nam ontslag als burgemeester en keerde naar zijn privébezigheden terug. Op 25 juli 1857 overleed hij te Hoboken.